# Глядково (Шекснинский район)
Глядково — деревня в Шекснинском районе Вологодской области.
Входит в состав сельского поселения Юроченского, с точки зрения административно-территориального деления — в Юроченский сельсовет.
Расстояние по автодороге до районного центра Шексны — 43 километров, до центра муниципального образования Юрочкино — 7 километров. Ближайшие населённые пункты — Мачево, Капустино, Ханево.
По переписи 2002 года население — 5 человек.